# Stenosolenium
- Commons
- Wikispecies

Stenosolenium é um gênero de plantas pertencente à família Boraginaceae.
Está apenas descrita neste género a espécie Stenosolenium saxatile.